# Kim Ho-chang
Kim Ho-chang (hangeul: 김호창), anche noto con il nome d'arte Kim Min-chan (hangeul: 김민찬; 21 aprile 1984) è un attore sudcoreano.

## Filmografia

### Cinema
- Ha-yan pungseon (하얀 풍선?) (2004)
- Gongsajung (공사중?) (2015)
- Hi-ya (히야?), regia di Kim Ji-yeon (2016)

### Televisione
- Channanhan yusan (찬란한 유산?) – serie TV (2009)
- Noksaengmaja (녹색마차?) – serie TV (2009)
- Cheonsa-ui yuhok (천사의 유혹?) – serie TV (2009)
- Minam-isine-yo (미남이시네요?) – serie TV (2009)
- Jejung-won (제중원?) – serie TV (2010)
- Sanbu-ingwa yeo-uisa (산부인과 여의사?) – serie TV (2010)
- Nae yeojachin-guneun gumiho (내 여자친구는 구미호?) – serie TV (2010)
- Sin gisaeng dyeon (신기생뎐?) – serie TV (2011)
- 49il (49일?) – serie TV (2011)
- Musa Baek Dong-soo (무사 백동수?) – serie TV (2011)
- Syndrome (신드롬?) – serie TV (2012)
- Pureungeotap (푸른거탑?) – serie TV (2013)
- Dangsin-ui yeoja (당신의 여자?) – serie TV (2013)
- Pureungeotap zero (푸른거탑 제로?) – serie TV (2013)
- Pureungeotap return (푸른거탑 리턴즈?) – serie TV (2013)
- Sin-ui seonmul - 14il (신의 선물 - 14일?) – serie TV (2014)
- Angel Eyes (엔젤 아이즈?) – serie TV (2014)
- Gaegwacheonseon (개과천선?) – serie TV (2014)
- Hwanggeumgeotap (황금거탑?) – serie TV (2014)
- Susanghan 7byeongdong (수상한 7병동?) – film TV (2014)
- Misaeng (미생?) – serie TV (2014)
- Nae-ir-eul hyanghae ttwi-eora (내일을 향해 뛰어라?) – miniserie TV (2015)
- Insaeng chujeoksa Lee Jae-goo (인생 추적자 이재구?) – miniserie TV (2015)
- Naemsaereul boneun sonyeo (냄새를 보는 소녀?) – serie TV (2015)
- Cho-insidae (초인시대?) – serie TV (2015)
- Ihonbyeonhosaneun yeon-aejung (이혼변호사는 연애중?) – serie TV (2015)
- Doctor Ian (닥터 이안?) – webserie (2015)
- Aneun saram (아는 사람?) – webserie (2015)
- Ae-in isseo-yo (애인 있어요?) – serie TV (2015-2016)
- Yong-par-i (용팔이?) – serie TV (2015)
- Neoreul norinda (너를 노린다?) – miniserie TV (2016)
- Ddanddara (딴따라?) – serie TV (2016)
- Daebak (대박?) – serie TV (2016)
- Minyeo Gong-shim-i (미녀 공심이?) – serie TV (2016)
- Sarang-i oneyo (사랑이 오네요?) – serie TV (2016)
- Kaeri-eoreul kkeuneun yeoja (캐리어를 끄는 여자?) – serie TV (2016)
- I'm sorry Kang Nam-goo (아임 쏘리 강남구?, A-im ssori Gang Nam-guLR) – serie TV (2016-2017)
- Eurachacha Waikiki (으라차차 와이키키?) – serie TV, episodio 6 (2018)